# Noords Kampioenschap 1960/63
Het Noords Kampioenschap 1960/63 was de 8e editie van dit voetbaltoernooi. Het toernooi werd gespeeld tussen 26 mei 1960 en 6 november 1963. Er waren vier deelnemers. Zweden werd kampioen.

## Eindstand
| Team       | Gsp | W | G | V | DV | DT | DS  | Ptn |
| ---------- | --- | - | - | - | -- | -- | --- | --- |
| Zweden     | 12  | 7 | 3 | 2 | 24 | 10 | +14 | 17  |
| Denemarken | 12  | 7 | 2 | 3 | 40 | 15 | +25 | 16  |
| Noorwegen  | 12  | 4 | 1 | 7 | 15 | 31 | –16 | 9   |
| Finland    | 12  | 2 | 2 | 8 | 14 | 37 | –23 | 6   |

## Wedstrijden

### 1960
|                                             |                                            |       |           |                                                                                             |
| 26 mei «onderlinge duels» 13:30 uur (UTC+1) | Denemarken                                 | 3 – 0 | Noorwegen | Københavns Idrætspark, Kopenhagen Toeschouwers: 44.100 Scheidsrechter: Reino Koskinen (FIN) |
| 26 mei «onderlinge duels» 13:30 uur (UTC+1) | Poul Pedersen 6' Flemming Nielsen 16', 68' |       |           | Københavns Idrætspark, Kopenhagen Toeschouwers: 44.100 Scheidsrechter: Reino Koskinen (FIN) |

|                                              |         |                                            |        |                                                                                         |
| 22 juni «onderlinge duels» 19:00 uur (UTC+2) | Finland | 0 – 3                                      | Zweden | Olympisch Stadion, Helsinki Toeschouwers: 16.156 Scheidsrechter: Kurt Tschenscher (FRG) |
| 22 juni «onderlinge duels» 19:00 uur (UTC+2) |         | 14', 77' Rune Börjesson 86' Agne Simonsson |        | Olympisch Stadion, Helsinki Toeschouwers: 16.156 Scheidsrechter: Kurt Tschenscher (FRG) |

|                                                  |                         |       |                       |                                                                                            |
| 10 augustus «onderlinge duels» 18:00 uur (UTC+1) | Denemarken              | 2 – 1 | Finland               | Københavns Idrætspark, Kopenhagen Toeschouwers: 37.500 Scheidsrechter: Bengt Lundell (SWE) |
| 10 augustus «onderlinge duels» 18:00 uur (UTC+1) | Harald Nielsen 34', 57' |       | 3' (e.d.) Poul Jensen | Københavns Idrætspark, Kopenhagen Toeschouwers: 37.500 Scheidsrechter: Bengt Lundell (SWE) |

|                                                  |                                                                                     |       |                                          |                                                                                  |
| 28 augustus «onderlinge duels» 13:15 uur (UTC+2) | Noorwegen                                                                           | 6 – 3 | Finland                                  | Ullevaalstadion, Oslo Toeschouwers: 17.703 Scheidsrechter: Valdemar Hansen (DEN) |
| 28 augustus «onderlinge duels» 13:15 uur (UTC+2) | Rolf Birger Pedersen 23', 50' Roald Jensen 36' Harald Hennum 70' Axel Berg 71', 80' |       | 20' Kai Pahlman 61', 89' Hannu Kankkonen | Ullevaalstadion, Oslo Toeschouwers: 17.703 Scheidsrechter: Valdemar Hansen (DEN) |

|                                                   |                                                                    |       |                           |                                                                                          |
| 18 september «onderlinge duels» 13:15 uur (UTC+1) | Noorwegen                                                          | 3 – 1 | Zweden                    | Ullevaalstadion, Oslo Toeschouwers: 31.032 Scheidsrechter: Carl Frederik Jørgensen (DEN) |
| 18 september «onderlinge duels» 13:15 uur (UTC+1) | Harald Hennum 19' (pen.) Rolf Birger Pedersen 34' Bjørn Borgen 89' |       | 38' (pen.) Rune Börjesson | Ullevaalstadion, Oslo Toeschouwers: 31.032 Scheidsrechter: Carl Frederik Jørgensen (DEN) |

|                                                 |                                   |       |            |                                                                           |
| 23 oktober «onderlinge duels» 14:00 uur (UTC+1) | Zweden                            | 2 – 0 | Denemarken | Ullevi, Göteborg Toeschouwers: 50.878 Scheidsrechter: Birger Nilsen (NOR) |
| 23 oktober «onderlinge duels» 14:00 uur (UTC+1) | Rune Börjesson 30' Harry Bild 83' |       |            | Ullevi, Göteborg Toeschouwers: 50.878 Scheidsrechter: Birger Nilsen (NOR) |

### 1961
|                                              |                |       |                        |                                                                                            |
| 18 juni «onderlinge duels» 13:30 uur (UTC+1) | Denemarken     | 1 – 2 | Zweden                 | Københavns Idrætspark, Kopenhagen Toeschouwers: 52.486 Scheidsrechter: Birger Nilsen (NOR) |
| 18 juni «onderlinge duels» 13:30 uur (UTC+1) | Ole Madsen 61' |       | 7', 58' Rune Börjesson | Københavns Idrætspark, Kopenhagen Toeschouwers: 52.486 Scheidsrechter: Birger Nilsen (NOR) |

|                                              |                                                                       |       |                          |                                                                                     |
| 27 juni «onderlinge duels» 18:00 uur (UTC+2) | Finland                                                               | 4 – 1 | Noorwegen                | Olympisch Stadion, Helsinki Toeschouwers: 8.712 Scheidsrechter: Einar Boström (SWE) |
| 27 juni «onderlinge duels» 18:00 uur (UTC+2) | Kai Pahlman 19' Matti Mäkelä 32' Stig Holmqvist 43' Semi Nuoranen 58' |       | 44' Rolf Birger Pedersen | Olympisch Stadion, Helsinki Toeschouwers: 8.712 Scheidsrechter: Einar Boström (SWE) |

|                                                 |                                                          |       |         |                                                                                            |
| 9 augustus «onderlinge duels» 18:30 uur (UTC+1) | Zweden                                                   | 4 – 0 | Finland | Norrköpings Idrottspark, Norrköping Toeschouwers: 10.868 Scheidsrechter: Jarl Hansen (DEN) |
| 9 augustus «onderlinge duels» 18:30 uur (UTC+1) | Ingvar Svahn 10', 41' Harry Bild 83' Lennart Backman 83' |       |         | Norrköpings Idrottspark, Norrköping Toeschouwers: 10.868 Scheidsrechter: Jarl Hansen (DEN) |

|                                                   |           |                                                         |            |                                                                             |
| 17 september «onderlinge duels» 13:15 uur (UTC+1) | Noorwegen | 0 – 4                                                   | Denemarken | Ullevaalstadion, Oslo Toeschouwers: 27.721 Scheidsrechter: Johan Alho (FIN) |
| 17 september «onderlinge duels» 13:15 uur (UTC+1) |           | 11', 32' John Danielsen 70' Ole Madsen 76' Ole Sørensen |            | Ullevaalstadion, Oslo Toeschouwers: 27.721 Scheidsrechter: Johan Alho (FIN) |

|                                                 |                                                                                                |       |                   |                                                                                                  |
| 15 oktober «onderlinge duels» 13:30 uur (UTC+1) | Denemarken                                                                                     | 9 – 1 | Finland           | Københavns Idrætspark, Kopenhagen Toeschouwers: 35.600 Scheidsrechter: Alfred Haberfellner (AUT) |
| 15 oktober «onderlinge duels» 13:30 uur (UTC+1) | Jørn Sørensen 7', 52', 85' John Danielsen 14', 24' Ole Madsen 46', 78' Egon Rasmussen 57', 71' |       | 81' Tor Österlund | Københavns Idrætspark, Kopenhagen Toeschouwers: 35.600 Scheidsrechter: Alfred Haberfellner (AUT) |

|                                                 |                               |       |           |                                                                         |
| 22 oktober «onderlinge duels» 14:15 uur (UTC+1) | Zweden                        | 2 – 0 | Noorwegen | Ullevi, Göteborg Toeschouwers: 41.387 Scheidsrechter: Milan Fencl (TCH) |
| 22 oktober «onderlinge duels» 14:15 uur (UTC+1) | Lars Råberg 6' Leif Wendt 74' |       |           | Ullevi, Göteborg Toeschouwers: 41.387 Scheidsrechter: Milan Fencl (TCH) |

### 1962
|                                              |                                                                                                   |       |                     |                                                                                             |
| 11 juni «onderlinge duels» 18:00 uur (UTC+1) | Denemarken                                                                                        | 6 – 1 | Noorwegen           | Københavns Idrætspark, Kopenhagen Toeschouwers: 13.500 Scheidsrechter: Erik Johansson (SWE) |
| 11 juni «onderlinge duels» 18:00 uur (UTC+1) | Helge Jørgensen 22' (pen.) Ole Madsen 31', 44', 87' Carl Bertelsen 69' Henning Enoksen 71' (pen.) |       | 24' Trygve Andersen | Københavns Idrætspark, Kopenhagen Toeschouwers: 13.500 Scheidsrechter: Erik Johansson (SWE) |

|                                              |         |                                               |        |                                                                                          |
| 19 juni «onderlinge duels» 19:00 uur (UTC+2) | Finland | 0 – 3                                         | Zweden | Olympisch Stadion, Helsinki Toeschouwers: 17.555 Scheidsrechter: Erling Rolf Olsen (NOR) |
| 19 juni «onderlinge duels» 19:00 uur (UTC+2) |         | 40' Ove Grahn 51' Yngve Brodd 71' Owe Ohlsson |        | Olympisch Stadion, Helsinki Toeschouwers: 17.555 Scheidsrechter: Erling Rolf Olsen (NOR) |

|                                                  |                                          |       |                  |                                                                                 |
| 26 augustus «onderlinge duels» 13:15 uur (UTC+2) | Noorwegen                                | 2 – 1 | Finland          | Brannstadion, Bergen Toeschouwers: 20.500 Scheidsrechter: Werner Treichel (FRG) |
| 26 augustus «onderlinge duels» 13:15 uur (UTC+2) | Olav Nilsen 42' Ragnar Larsen 48' (pen.) |       | 17' Matti Mäkelä | Brannstadion, Bergen Toeschouwers: 20.500 Scheidsrechter: Werner Treichel (FRG) |

|                                                   |                                    |       |                 |                                                                                  |
| 16 september «onderlinge duels» 13:15 uur (UTC+1) | Noorwegen                          | 2 – 1 | Zweden          | Ullevaalstadion, Oslo Toeschouwers: 21.689 Scheidsrechter: Valdemar Hansen (DEN) |
| 16 september «onderlinge duels» 13:15 uur (UTC+1) | Roald Jensen 43' Erik Johansen 80' |       | 40' Leif Skiöld | Ullevaalstadion, Oslo Toeschouwers: 21.689 Scheidsrechter: Valdemar Hansen (DEN) |

|                                                   |                    |       |                                                                                    |                                                                                     |
| 16 september «onderlinge duels» 13:30 uur (UTC+2) | Finland            | 1 – 6 | Denemarken                                                                         | Olympisch Stadion, Helsinki Toeschouwers: 9.276 Scheidsrechter: Sergey Alimov (URS) |
| 16 september «onderlinge duels» 13:30 uur (UTC+2) | Rauli Virtanen 13' |       | 4' Eyvind Clausen 14', 49' Henning Enoksen 36' Helge Jørgensen 39', 69' Ole Madsen | Olympisch Stadion, Helsinki Toeschouwers: 9.276 Scheidsrechter: Sergey Alimov (URS) |

|                                                 |                                                             |       |                                   |                                                                                 |
| 28 oktober «onderlinge duels» 14:00 uur (UTC+1) | Zweden                                                      | 4 – 2 | Denemarken                        | Råsundastadion, Solna Toeschouwers: 18.847 Scheidsrechter: Antero Lartola (FIN) |
| 28 oktober «onderlinge duels» 14:00 uur (UTC+1) | Owe Ohlsson 28', 34' Örjan Martinsson 48' Leif Eriksson 51' |       | 21' Carl Bertelsen 31' Ole Madsen | Råsundastadion, Solna Toeschouwers: 18.847 Scheidsrechter: Antero Lartola (FIN) |

### 1963
|                                             |                     |       |                 |                                                                                            |
| 3 juni «onderlinge duels» 13:30 uur (UTC+1) | Denemarken          | 1 – 1 | Finland         | Københavns Idrætspark, Kopenhagen Toeschouwers: 21.600 Scheidsrechter: Birger Nilsen (NOR) |
| 3 juni «onderlinge duels» 13:30 uur (UTC+1) | Henning Enoksen 86' |       | 62' Kai Pahlman | Københavns Idrætspark, Kopenhagen Toeschouwers: 21.600 Scheidsrechter: Birger Nilsen (NOR) |

|                                              |                                             |       |           |                                                                                          |
| 27 juni «onderlinge duels» 19:00 uur (UTC+2) | Finland                                     | 2 – 0 | Noorwegen | Olympisch Stadion, Helsinki Toeschouwers: 11.603 Scheidsrechter: Bramming Sørensen (DEN) |
| 27 juni «onderlinge duels» 19:00 uur (UTC+2) | Kai Pahlman 53' (pen.) Juha Lyytikäinen 68' |       |           | Olympisch Stadion, Helsinki Toeschouwers: 11.603 Scheidsrechter: Bramming Sørensen (DEN) |

|                                                  |        |       |           |                                                                               |
| 14 augustus «onderlinge duels» 18:30 uur (UTC+1) | Zweden | 0 – 0 | Noorwegen | Ullevi, Göteborg Toeschouwers: 32.030 Scheidsrechter: Martti Hirviniemi (FIN) |
| 14 augustus «onderlinge duels» 18:30 uur (UTC+1) |        |       |           | Ullevi, Göteborg Toeschouwers: 32.030 Scheidsrechter: Martti Hirviniemi (FIN) |

|                                                  |        |       |         |                                                                                   |
| 14 augustus «onderlinge duels» 19:00 uur (UTC+1) | Zweden | 0 – 0 | Finland | Råsundastadion, Solna Toeschouwers: 7.788 Scheidsrechter: Hannes Sigurðsson (ISL) |
| 14 augustus «onderlinge duels» 19:00 uur (UTC+1) |        |       |         | Råsundastadion, Solna Toeschouwers: 7.788 Scheidsrechter: Hannes Sigurðsson (ISL) |

|                                                   |           |                                                              |            |                                                                                |
| 15 september «onderlinge duels» 13:15 uur (UTC+1) | Noorwegen | 0 – 4                                                        | Denemarken | Ullevaalstadion, Oslo Toeschouwers: 23.804 Scheidsrechter: Einar Boström (SWE) |
| 15 september «onderlinge duels» 13:15 uur (UTC+1) |           | 39' Kjeld Thorst 74', 81' Carl Bertelsen 85' Henning Enoksen |            | Ullevaalstadion, Oslo Toeschouwers: 23.804 Scheidsrechter: Einar Boström (SWE) |

|                                                |                                 |       |                                |                                                                                             |
| 6 oktober «onderlinge duels» 13:30 uur (UTC+1) | Denemarken                      | 2 – 2 | Zweden                         | Københavns Idrætspark, Kopenhagen Toeschouwers: 52.000 Scheidsrechter: Arthur Holland (ENG) |
| 6 oktober «onderlinge duels» 13:30 uur (UTC+1) | Ole Madsen 14' Kjeld Thorst 34' |       | 4' Harry Bild 7' Hartwig Öberg | Københavns Idrætspark, Kopenhagen Toeschouwers: 52.000 Scheidsrechter: Arthur Holland (ENG) |